# 馮通塞爾曼角
71°18′S 170°11′E / 71.300°S 170.183°E
馮通塞爾曼角（英語：Von Tunzelman Point），是南極洲的海岬，位於維多利亞地的彭內爾海岸，處於阿代爾角西南面1.9公里，由新西蘭南極名稱諮詢委員會命名，現時由南極條約體系管理。

## 外部連結
- 本条目引用的公有领域材料来自美国地质调查局的文档 《馮通塞爾曼角》 （資料來自地名信息系统）。